# Blourugia
Blourugia è un genere estinto di pesci ossei appartenente alla classe degli Actinopterygii, i cui fossili sono stati ritrovati in Sudafrica in terreni del Permiano superiore. L'unica specie nota è Blourugia seeleyi.

## Etimologia
Il nome del genere deriva dal sito paratipo di provenienza, una fattoria privata chiamata "Blourug", situata nei pressi di Victoria West, in Sudafrica. "Blourug" significa "cresta blu" in afrikaans, una delle lingue più parlate nella regione.

## Descrizione
Blourugia era un pesce di medie dimensioni, dal corpo profondo, con una lunghezza totale fino a 200 mm. Presentava una bocca terminale e uno sospensorio quasi verticale. Tra le caratteristiche distintive figurano un dermopterotico largo e allungato a contatto con il nasale, e un dermosfenotico triangolare anch'esso in contatto con il nasale.
La premascella era rettangolare, in parte esclusa dal margine della mascella, mentre il mascellare presentava una prominente lamina postorbitale triangolare. Il giugale era allungato e largo, e il lacrimale relativamente corto. Il preopercolo era rappresentato da un unico grande osso verticale a forma triangolare o cuneiforme. Erano presenti due ossa suborbitali e un dermoialo ampio e allungato. L’opercolo era largo e articolato sul subopercolo, che risultava più largo e alto dell’opercolo stesso e con terminazione rastremata verso il basso.
Il sospensorio era verticale e vi erano da 8 a 10 raggi branchiostegali. Tutte le pinne erano ben sviluppate, in particolare la pinna pettorale molto allungata con raggi strettamente articolati su tutta la lunghezza. Alcune pinne mostravano biforcazioni distali. La pinna caudale era eterocerca, con un lobo corporeo allungato.
Le scaglie laterali mostravano ornamentazione superficiale ben sviluppata, costituita da numerose creste trasversali di ganoina. Lunghe scaglie di cresta dorsale erano presenti lungo tutto il margine dorsale. L'istologia delle scaglie evidenziava una stratificazione multistrato di ganoina sovrapposta a dentina e strati basali ossei.

## Classificazione
La specie Blourugia seeleyi fu originariamente descritta come Atherstonia seeleyi da Arthur Smith Woodward nel 1893, sulla base di un fossile mal conservato proveniente da terreni del Permiano superiore in Sudafrica, ma tale assegnazione fu considerata provvisoria a causa della natura frammentaria dell'olotipo. Successivamente, Jubb e Gardiner (1975), sulla base di nuovi esemplari ben conservati provenienti da Blourug (Victoria West), confermarono la validità della specie.
Ritrovamenti più recenti provenienti dalla località di Wilgerbosch, nella Dicynodon Assemblage Zone, hanno indicato che questa specie rappresentava un genere a sé stante. Blourugia si distingue da Atherstonia per il corpo più profondo, la connessione dermopterotico-nasale, l’assenza di antorbitale e altre peculiarità morfologiche.
Blourugia seeleyi faceva parte di una fauna ittica d'acqua dolce d'alta latitudine tipica del Permiano superiore. Secondo un’analisi filogenetica Blourugia appartiene al cosiddetto Platysomus Group, un clado di attinotterigi basali dalla forma del corpo profonda.
Questo genere si colloca in una posizione evolutiva basale rispetto a forme come Australosomus, Palaeoniscum e Perleidus. Sulla base della dentatura marginale e dell'assenza di placche dentarie schiaccianti, è più strettamente imparentato con forme come Platysomus, piuttosto che con generi più derivati come Bobasatrania, Ebenaqua e Dorypterus.